# Вобче
Вобче (рос. Вобче, пол. Wobcza) — колишній хутір у Піщаницькій та Жолонській сільських радах Овруцького району Житомирської області.

## Населення
Наприкінці 19 століття в хуторі проживала 41 особа, дворів — 5, у 1906 році — 41 мешканець, дворів — 13.

## Історія
Наприкінці 19 століття — хутір Покалівської волості Овруцького повіту, за 32 версти від Овруча.
У 1906 році — хутір Покалівської волості (3-го стану) Овруцького повіту Волинської губернії. Відстань до повітового центра, м. Овруч, становила 10 верст, від волосного центру, села Покалів — 7 верст. Найближче поштово-телеграфне відділення розміщувалося в Овручі.
7 березня 1923 року увійшов до складу новоутвореного Словечанського району Коростенської округи, 25 січня 1926 року переданий до складу Овруцького району Коростенської округи. З 1926 року розділений на 2 частини: 1-ша частина підпорядковувалася Піщаницькій сільській раді, 2-га — Жолонській сільській раді Овруцького району. Станом на 1 жовтня 1941 року значився як один населений пункт у складі Геєвицької сільської управи Овруцького району Житомирської області.
На 1 вересня 1946 року не перебував на обліку населених пунктів.